# Trái phiếu doanh nghiệp
Trái phiếu doanh nghiệp là một loại trái phiếu do một công ty phát hành nhằm huy động vốn vì nhiều lý do như để hoạt động liên tục, mua bán và sáp nhập hoặc để mở rộng kinh doanh. Thời hạn này thường được áp dụng cho các công cụ nợ dài hạn hơn, có thời gian đáo hạn ít nhất là một năm. Công cụ nợ của doanh nghiệp có thời gian đáo hạn ngắn hơn một năm được gọi là thương phiếu.

## Tại Việt Nam
Tháng 7/2022, hiệp hội Thị trường trái phiếu Việt Nam cho biết hơn một tháng sau cú sốc Tân Hoàng Minh bị hủy 9 đợt phát hành trái phiếu doanh nghiệp ngàn tỉ, các doanh nghiệp bất động sản đã phát hành trái phiếu trở lại trong tháng 5 và tháng 6 .